# 临澧站
临澧站，位于中华人民共和国湖南省常德市临澧县安福镇，是石长铁路、洛湛铁路上的火车站，始建于1997年；因进行车站升级改造工程，于2014年4月25日暂停客运业务，2016年9月30日恢复客运业务，由广州局集团管辖。

## 歷史
- 始建于1997年。
- 2014年4月25日暂停客运业务。
- 2016年9月30日恢复客运业务。

## 外部連結
- 中国铁路客户服务中心（页面存档备份，存于）